# Cary Stayner
Cary Anthony Stayner (nascido em 13 de agosto de 1961) é um serial killer americano e irmão mais velho da vítima de sequestro Steven Stayner . Ele foi condenado pelos assassinatos de quatro mulheres entre fevereiro e julho de 1999: Carole Sund, sua filha adolescente Juli Sund e sua companheira de viagem adolescente Silvina Pelosso, e a naturalista do Instituto Yosemite Joie Ruth Armstrong.
Os assassinatos ocorreram no condado de Mariposa, Califórnia, perto do Parque Nacional de Yosemite . Stayner foi condenado à morte pelos quatro assassinatos e ainda está no corredor da morte na Penitenciária de San Quentin, na Califórnia.

## Infância
Cary Stayner nasceu e foi criado em Merced, Califórnia . Seu irmão de sete anos, Steven Stayner, foi sequestrado pelo molestador de crianças Kenneth Parnell em 1972, quando Cary tinha 11 anos, e mantido em cativeiro por mais de sete anos antes de escapar e se reunir com sua família. Cary disse mais tarde que se sentiu negligenciado enquanto seus pais lamentavam a perda de Steven.
Quando Steven escapou de Parnell e voltou para casa em 1980, ele recebeu grande atenção da mídia. Um livro de True crime (gênero) e um filme de TV, ambos intitulados I Know My First Name Is Steven, foram feitos sobre este sofrimento. Steven morreu em um acidente de moto em 1989. No ano seguinte, o tio de Cary, Jesse, com quem ele morava na época, foi assassinado. Cary mais tarde afirmou que seu tio o molestou no mesmo período em que Steven foi sequestrado.
Stayner tentou suicídio em 1991, e foi preso em 1997 por posse de maconha e metanfetamina, embora essas acusações tenham sido retiradas.

## Crimes
Em 1997, Stayner foi contratado como faz-tudo no motel Cedar Lodge em El Portal, Califórnia, próximo à entrada da Highway 140 para o Parque Nacional de Yosemite . Entre fevereiro e julho de 1999, ele assassinou duas mulheres e duas adolescentes: Carole Sund, 42 anos; sua filha, Juli Sund, de 15 anos; a amiga de Juli, a estudante de intercâmbio argentina Silvina Pelosso, de 16 anos; e Joie Ruth Armstrong, funcionária do Instituto Yosemite, naturalista de 26 anos.
As duas primeiras vítimas, Carole Sund e Pelosso, foram encontradas no porta-malas dos restos carbonizados do carro alugado Pontiac de Sund. Os corpos foram queimados irreconhecíveis e foram identificados usando registros odontológicos. Uma nota foi enviada à polícia com um mapa desenhado à mão indicando a localização da terceira vítima, a filha de Sund, Juli. O topo da nota dizia: "Especialmente com esta, foi a mais divertida". Os investigadores foram ao local indicado no mapa e encontraram os restos mortais de Juli, cuja garganta havia sido cortada.
Os detetives começaram a entrevistar funcionários do motel Cedar Lodge, onde as três primeiras vítimas estavam hospedadas pouco antes de suas mortes. Um desses funcionários era Stayner, mas ele não foi considerado suspeito naquele momento porque não tinha antecedentes criminais e permaneceu calmo durante o interrogatório policial.
Quando o corpo decapitado de Joie Ruth Armstrong foi encontrado, testemunhas oculares disseram que viram um International Harvester Scout azul de 1979 estacionada do lado de fora da cabana onde ela estava hospedada. Os detetives rastrearam este veículo até Stayner, o que o levou a se tornar o principal suspeito no caso. Os agentes do FBI John Boles e Jeff Rinek encontraram Stayner hospedado no resort de nudismo Laguna del Sol em Wilton, onde foi preso e levado para Sacramento para interrogatório. Durante seu interrogatório, Stayner chocou os agentes quando confessou não apenas a decapitação de Armstrong, mas também os assassinatos de Pelosso e Sunds, e o envio do mapa para encontrar o corpo de Juli Sund também. Seu veículo apresentou provas que comprovam sua ligação com Armstrong.
Stayner alegou após sua prisão que ele fantasiava sobre assassinar mulheres desde os sete anos de idade, muito antes do sequestro de seu irmão.

## Julgamento e condenação

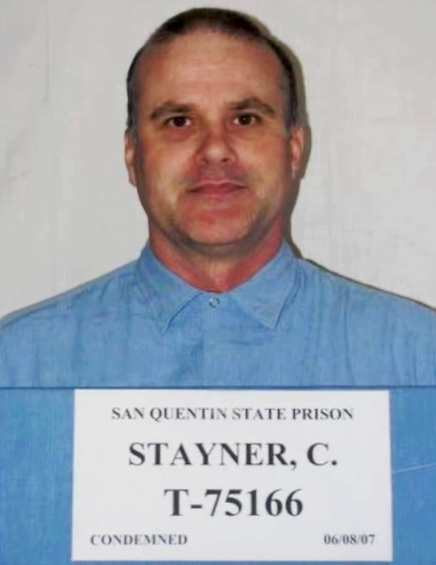
Foto de 2007 de Stayner

Stayner foi julgado em tribunal federal pelo assassinato de Armstrong já que ocorreu em território federal. Para evitar uma possível sentença de morte, ele se declarou culpado de assassinato premeditado em primeiro grau, homicídio qualificado em primeiro grau, sequestro resultando em morte e tentativa de abuso sexual agravante resultando em morte. Durante a audiência de sentença, Stayner surpreendeu o tribunal quando de repente caiu em prantos e se desculpou. "Eu gostaria de poder voltar atrás, mas não posso", disse ele. "Eu gostaria de poder lhe dizer por que fiz tal coisa, mas nem eu mesmo sei. Eu sinto muito. Eu gostaria que houvesse uma razão. Mas não há.Não têm sentido." Lesli Armstrong, mãe de Armstrong, começou a chorar enquanto ouvia Stayner e disse depois que acreditava que seu pedido de desculpas era genuíno. Stayner foi condenado à prisão perpétua sem liberdade condicional.
Stayner se declarou inocente por motivo de insanidade aos outros assassinatos no tribunal estadual. Seus advogados alegaram que a família Stayner tinha um histórico de abuso sexual e doença mental, manifestando-se não apenas nos assassinatos, mas também em seu transtorno obsessivo-compulsivo e em seu pedido para receber pornografia infantil em troca de sua confissão. Dr. José Arturo Silva testemunhou que Stayner tinha transtorno obsessivo-compulsivo, autismo leve e parafilia . No entanto, ele foi considerado são e condenado por três acusações de assassinato em primeiro grau com circunstâncias agravantes e uma acusação de sequestro por um júri em 27 de agosto de 2002.

## Sentença e espera pela execução
Em 2002, durante a fase de sentença de seu julgamento, Stayner foi condenado à morte e, posteriormente, se alojou no Centro de Ajuste no corredor da morte na Penitenciária de San Quentin, na Califórnia. Stayner permanece no corredor Desde April 2022  embora não tenha havido execuções na Califórnia desde uma decisão judicial de 2006 sobre falhas descobertas na administração da pena capital no estado.

## Representações na mídia
- O caso de Stayner foi apresentado em um episódio de American Justice produzido em 2002.[17]
- Stayner foi mencionado em Criminal Minds, no episódio 19 da 5ª temporada "A Rite of Passage".
- Em 2011, a investigação e prisão de Stayner foram apresentadas em um episódio de FBI: Criminal Pursuit, intitulado "Trail of Terror", exibido no Investigation Discovery .[18]
- Em 2013, a história do progresso de Stayner de estudante a assassino condenado foi contada em um episódio da série de televisão britânica Born to Kill? intitulado, "Yosemite Park Slayer".[19]
- A série de televisão da American Court TV (agora TruTV ) Mugshots lançou um episódio sobre o caso Stayner intitulado "Cary Stayner - The Cedar Lodge Killings".[20]
- Em 2018, o canal Reelz exibiu um documentário de uma hora sobre os assassinatos intitulado Yosemite Park Killer .
- Em 26 de janeiro de 2019, a ABC News transmitiu um episódio de 20/20 cobrindo os irmãos Stayner, intitulado "Evil in Eden".[21]
- 30 de agosto de 2020 HLN exibiu "The Yosemite Murders: The Missing Women (Part 1)" e "The Yosemite Murders: The Evil Side (Part 2)", da série documental How It Really Happened .
- 31 de outubro de 2020, Casefile, um podcast australiano sobre crimes reais, lançou o primeiro de dois episódios sobre Stayner com o título "The Yosemite Sightseer Murders". O segundo episódio foi lançado em 7 de novembro de 2020. O podcast havia lançado um episódio sobre o sequestro de Steven Stayner no início de 2020.
- Abril de 2022, um documentário do Hulu "Publicidade Cativa".